# Revolución Integradora
La Revolución Integradora o Rebelión de los Monagas fue un movimiento militar en Venezuela dirigido por José Tadeo Monagas de enero a junio de 1831.

## Historia
En Aragua de Barcelona los cultivadores de tabaco asaltaron la sede de la administración del ramo el 8 de enero de 1831. El 15 de enero se reunieron en asamblea y la protesta adquirió un carácter subversivo.  El general José Gregorio Monagas desconoce al gobierno y a todas las instituciones incluida la constitución de Venezuela de 1830 proclamando la integridad territorial de la Gran Colombia y la vigencia de la Constitución de la República de Colombia de 1821. Una de las razones para esto es que consideraban que la Constitución de 1830 no respetaba suficientemente los fueros militares, irrespetaba a la religión católica y destruía a la milicia y al clero.
El Arzobispo de Caracas, Ramón Ignacio Méndez, desterrado del país por José Antonio Páez, secundaba el movimiento, esperaba «cambios que no dudo serán provechosos a la religión», en comunicación con el Papa Gregorio XVI.Asimismo el Obispo de Guayana, Mariano de Talavera y Garcés, publicó en una pastoral su apoyo a la revolución.
Los organizadores buscaron un líder en la figura de José Tadeo Monagas,quién aceptó alegando que no lo hacía por lealtad a Simón Bolívar sino para reformar la Constitución. El 9 de enero el presidente José Antonio Páez, envía a Barcelona a Martín Tovar Ponte y Alejo Fortique para ofrecer la amnistía a los insurrectos y si no aceptaban, someterlos por medio de las armas. Monagas se inclinó por aceptar el indulto, a condición de que se hiciera con honor y solicitó entrevistarse con Páez. En su condición de gobernador de la provincia de Cumaná el general Andrés Rojas secunda el movimiento y el 28 de enero hizo levantar un acta a favor de la revolución.
Mientras la rebelión se extiende a Maturín, Margarita, Guayana, así como a Río Chico y al alto llano de la provincia de Caracas. El general José Tadeo Monagas abre operaciones militares hacia los valles del Tuy. El presidente José Antonio Páez sale en campaña y nombra a Santiago Mariño jefe de operaciones y a Agustín Armario jefe expedicionario, quién desembarco en Cumaná.
El 13 de marzo a orillas del río Unare, Santiago Mariño se entrevista con José Tadeo Monagas, este último propuso deponer las armas a cambio del reconocimiento del fuero militar y que el Estado asumiera las deudas contraídas por los rebeldes. José Gregorio Monagas no estuvo de acuerdo con la propuesta y José Antonio Páez la consideró que era descabellado e ilegal. Ante la negativa de llegar a un acuerdo ocurrieron alzamientos en  Carora, Barinas y Caracas, contra la constitución de Venezuela de 1830 y el primer gobierno de José Antonio Páez.
Las noticias sobre la muerte de Simón Bolívar, el cese de la dictadura de Rafael Urdaneta en Bogotá y la vuelta al poder allí de los liberales separatistas desalentarán la rebelión unionista con Colombia, que cambia entonces de bandera, enarbolando las consignas de la creación del Estado de Oriente. Santiago Mariño, sin declararse en abierta rebeldía contra el Gobierno de Caracas, llega a un acuerdo con los hermanos Monagas para promover la formación del Estado de Oriente.
El 22 de marzo una asamblea popular de 150 vecinos reunidos en la ciudad de Barcelona invito a las provincias de Cumana, Margarita y Guayana para unirse en una institución política llamada Estado de Oriente. Santiago Mariño fue designado Gobernador en Jefe y José Tadeo Monagas Segundo Jefe Provisional hasta la reunión de un Congreso.
A partir del 29 de marzo, José Francisco Bermúdez abre operaciones desde Güiria contra los insurrectos.  Las tropas de la guarnición de Cumaná desafectas al movimiento y oponiéndose a su traslado a Barcelona, se amotinaron el 8 de abril, Andrés Rojas en un intento de contener dicho motín es asesinado. Posteriormente la ciudad que se declara fiel al gobierno.
La sublevación de las provincias orientales bajo el mando de José Tadeo Monagas conduce a la formación de 2 grupos en el Congreso, los partidarios de la política de clemencia y los intransigentes, contrarios a ella, Tomás Lander fue uno de los partidarios más destacados de este último grupo quienes eran partidarios de rendir a los alzados por las armas, negarles la posibilidad de expulsión y no garantizarles vidas ni propiedades. El Congreso Nacional destituye a Santiago Mariño como ministro de guerra y marina.
El 11 de mayo el pintor Juan Bautista Betancourt comanda un asalto a una cárcel de Caracas matando a algunos guardias. José Antonio Páez se dirige, al frente de su tropa, a Valle de la Pascua a dialogar con José Tadeo Monagas. Con la entrevista sostenida los días 23 y 24 de junio, los hermanos Monagas negociaron con Páez el reconocimiento de su autoridad a cambio de ser indultados.
En septiembre de ese mismo año, el general José Francisco Bermúdez pasará del bando constitucional al federalista y se insurreccionará bajo las capituladas banderas, sin encontrar entonces apoyo efectivo entre los caudillos orientales. Políticamente desprestigiado Santiago Mariño se retira a la vida privada sin haber sido sancionado por rebelión.